# Silke Seifert
Silke Seifert (* 21. September 1968 in Wippra) ist eine deutsche Politikerin (FDP). Sie war von 2002 bis 2006 Mitglied im Landtag Sachsen-Anhalt.

## Ausbildung und Leben
Silke Seifert besuchte 1975 bis 1985 die POS und 1985 bis 1988 die Berufsfachschule für Sozialpädagogik Ballenstedt. 1988 bis 1989 arbeitete sie als Erzieherin und war 1989 bis 2000 Leiterin einer Kindertagesstätte. Seit 2006 ist sie Referentin beim Trägerwerk Soziale Dienste Sachsen-Anhalt.
Silke Seifert ist ledig und hat ein Kind.

## Politik
Silke Seifert ist seit 1999 Mitglied der FDP. Sie war Mitglied im Vorstand des FDP-Kreisverbandes und 1999 bis 2004 Mitglied im Kreistag des Landkreises Sangerhausen. Dort war sie Mitglied im Jugendhilfeausschuss, im Theaterzweckverband und seit 1999 im Jugendhilfeausschuss Mansfelder Land.
Sie wurde bei der Landtagswahl in Sachsen-Anhalt 2002 über die Landesliste in den Landtag gewählt. Im Landtag war sie Mitglied im Ausschuss für Bildung und Wissenschaft sowie im Ausschuss für Gleichstellung, Familie, Kinder, Jugend und Sport.